# 赛诺菲

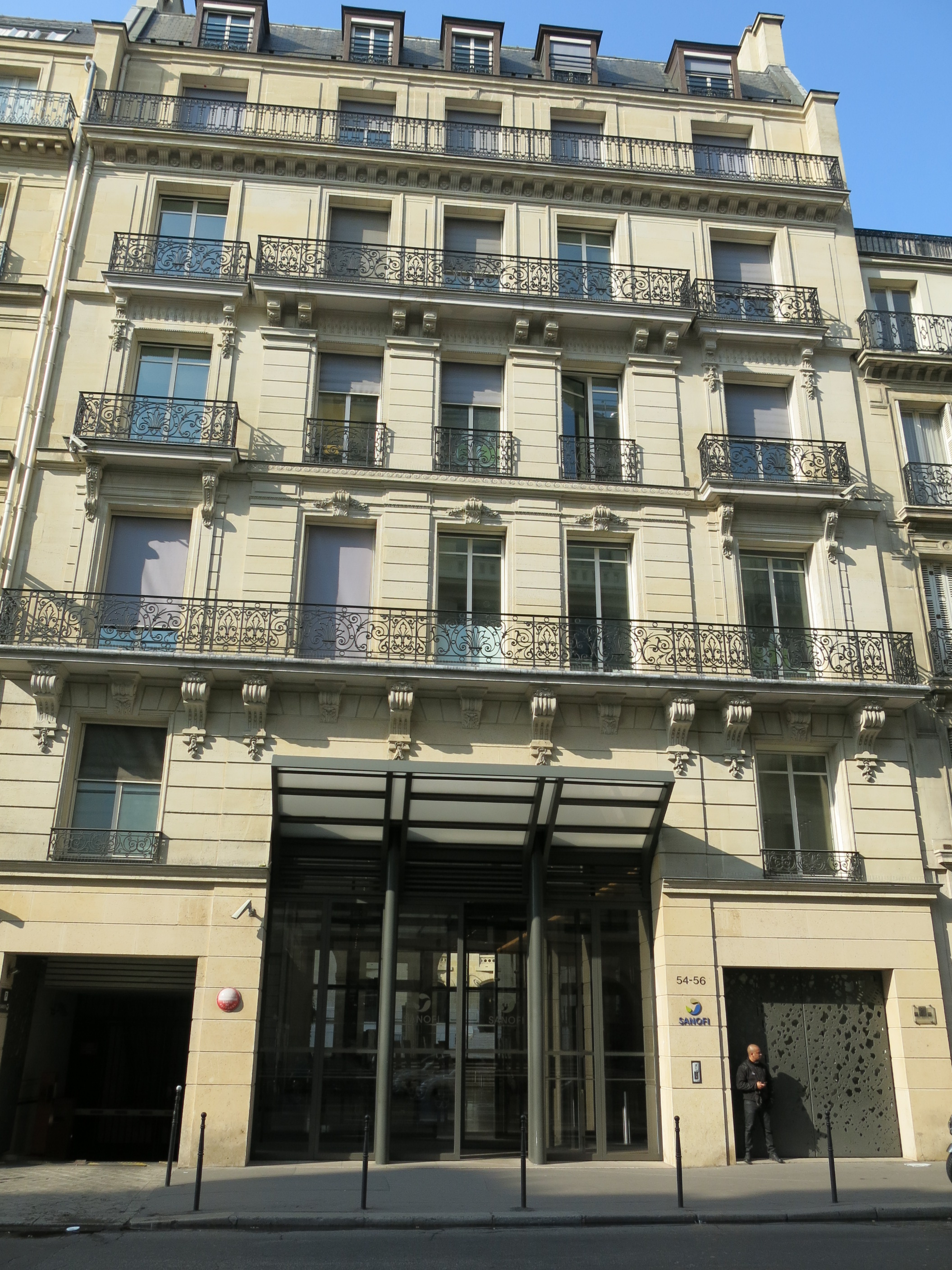
位於巴黎的總部大樓

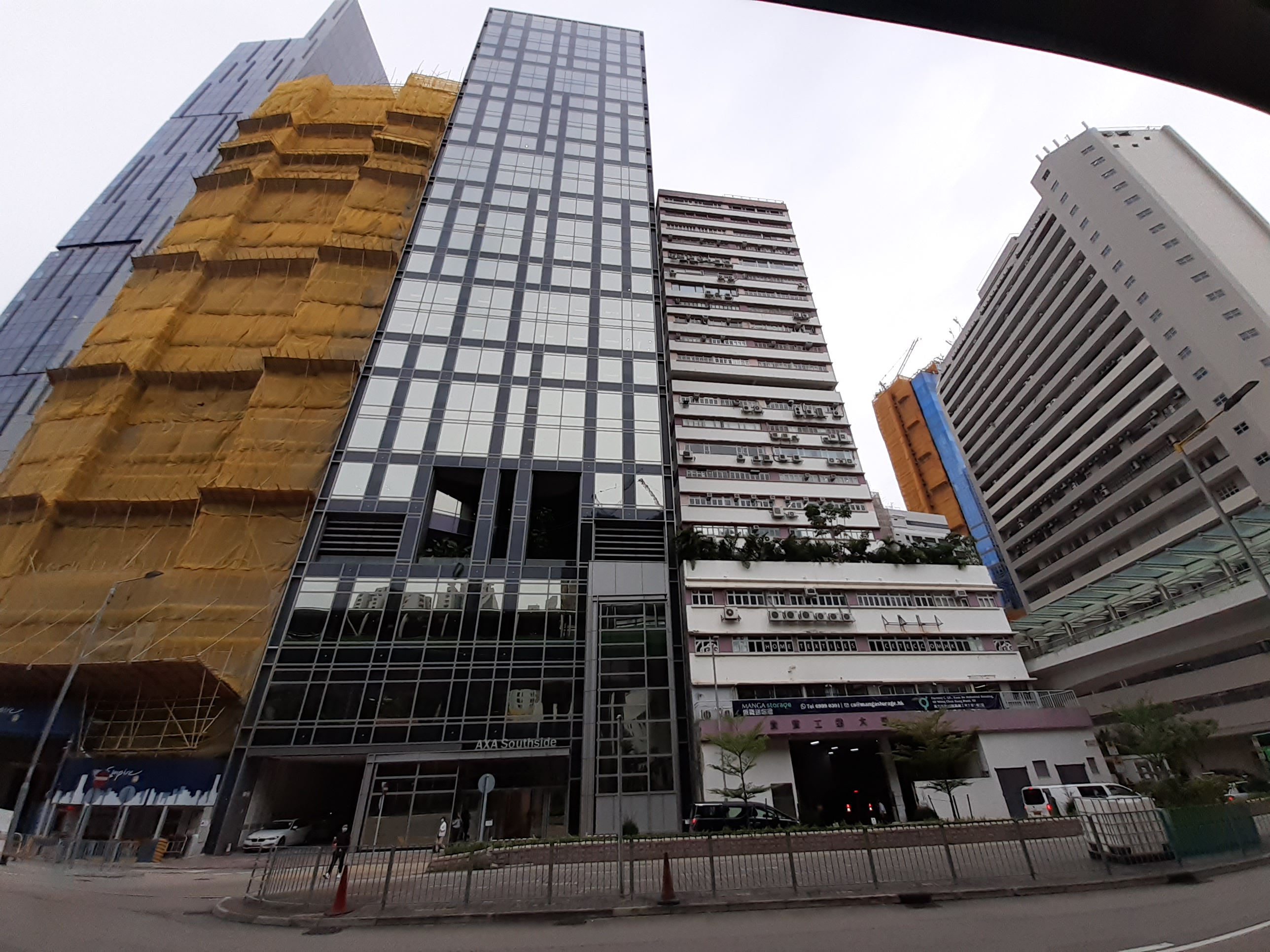
赛诺菲香港位於香港港島南區黃竹坑安盛匯（圖中銀色玻璃幕牆建築）

赛诺菲（法語：Sanofi）总部位于法国巴黎，是世界上第五大的制药企业，致力于医药产品的研究、开发、生产以及销售；产品主要覆盖七个领域：心血管疾病、血栓形成、肿瘤学、糖尿病、中枢神经系统、内科疾病和疫苗。

## 公司历史

### 赛诺菲－安万特
赛诺菲－安万特，由赛诺菲－圣德拉堡和安万特两家公司在2004年合并成立。2004年年初，赛诺菲欲通过恶意收购的方式在股市并购市值被严重低估的安万特公司。开始提出的并购方案为：公司名称保持赛诺菲原名，而新公司董事会全部由赛诺菲董事会成员构成。由于并购方案本身的不合理性，此收购开始受到安万特公司的坚决抵制，其他公司如诺华也有意介入充当白骑士。由于两家公司均将总部设于法国境内，该收购案受到了法国政府的密切关注，最终在法国政府的干预下，达成和解。并购后双方各占50%的董事会席位。赛诺菲通过资本运作和政府公关成功收购了比自己组织机构更为庞大的公司，这一收购已经成为并购案中的典型案例。
2011年2月17日賽諾菲以每股74美元現金，斥資201億美元，收購全球最大罕見基因異常疾病藥物製造商健赞
2018年1月21日賽諾菲以每股105美元現金，斥資116億美元，收購美國同業Bioverativ。
2018年1月29日賽諾菲以每股45歐元，斥資39億歐元（約合48.5億美元），收購比利時生物科技公司Ablynx（ABLX-US）。
2019年12月10日賽諾菲以每股普通股68美元，斥資約25.03億美元現金收購美國生技公司Synthorx，藉此擴大旗下免疫療法藥物陣容。
2020年8月，賽諾菲宣布將以37億美元的價格收購Principia Biopharma，包括其BTK抑製劑計劃。此次收購已於2020年9月完成。
2020年年11月，賽諾菲宣布將以3.08億歐元（約合3.59億美元，合每股5.45歐元）的價格收購Kiadis Pharma，從而獲得Kiadis的三種臨床化合物：K-NK002，在血液癌症的造血幹細胞移植的II期試驗中；K-NK003，用於復發或難治的急性髓細胞性白血病；用於COVID-19的K-NK-ID101。
2021年1月，賽諾菲宣布將以14.5億美元的價格收購英國生物技術公司Kymab Ltd及其潛在的一流候選藥物KY1005。
2021年4月，賽諾菲公司宣布將以不超過4.7億美元的價格收購Tidal Therapeutics。

### 赛诺菲－圣德拉堡
赛诺菲－圣德拉堡，由赛诺菲和圣德拉堡在1999年合并成立，合并后总部位于法国巴黎。

### 安万特公司
安万特公司，德国的赫司特（Hoechst）公司与法国的罗纳普朗克（Rhone-Poulenc）公司在1999年合并成立。合并后总部位于法国的斯特拉斯堡。赫司特公司原为法本公司的成员，二戰後法本解體再次独立。

## 商业

### 管理层
- 魏巴赫，Mr.Chris Viehbacher，CEO
- Gérard Le Fur, Senior EVP

### 持股人
截至2009年1月31日
- 持股人情况：道達爾持股12.65%，欧莱雅持股8.7%，庫藏股持股5.47%，员工持股1.29%，其余的70.46%为公共流通股
- 权力分布：道達爾占有21.37%，欧莱雅占有21.37%，员工占有1.54%，其余持股人占有59.97%

## 公司概评
- 雅虎! - 赛诺菲安万特公司概评 （页面存档备份，存于）

## 醜聞
- 中國大陸媒體「21世紀經濟報導」揭發法國醫藥巨頭賽諾菲曾涉嫌於2007年向500多名中國醫生行賄。
- 2018年12月，台湾赛诺菲药厂生产的1剂0.25mL公费流感疫苗内被曝有黑点异物，该批号疫苗1.2万剂停用。此外，同批号疫苗接种后，通报4起不良反应案例，其中3起症状轻微，1名接种者出现左右脸颊不对称症状[8]。